# Johan Emanuel Wikström
Johan Emanuel Wikström, född 1 november 1789 i Vänersborg, död 4 maj 1856 i Stockholm, var en svensk botaniker.

## Biografi
Wikström blev student vid Uppsala universitet 1806, avlade hovrättsexamen där och var en tid tingsbiträde i hemorten, studerade sedan medicin, tjänstgjorde hos professor Carl Peter Thunberg som medhjälpare vid ordnandet av hans herbarium (sedan i universitetets ägo) och blev medicine doktor 1817. Han författade vid denna tid några smärre, botaniska avhandlingar, Museum naturalium academiæ upsaliensis (1813, en historik över Sveriges likenologiska litteratur), Dissertatio botanica de Daphne (1817, medicinsk doktorsdisputation), Granskning av de till Thymelœarum växtordning hörande släkten och arter samt Beskrivning på ett nytt släkte -  Lonchastoma (bägge 1818).
Wikströms vänskapliga umgänge med Bergianska trädgårdens föreståndare Olof Swartz föranledde Vetenskapsakademien att vid dennes död 1818 välja Wikström till hans efterträdare och tillika till intendent över "akademiens botaniska museum" (sedermera Naturhistoriska riksmuseets botaniska avdelning), den förste i denna befattning och med professors titel 1823. Wikström övertog 1821 utan ersättning naturalhistorieundervisningen vid Stockholms gymnasium, men ägnade sig för övrigt uteslutande dels åt museet, dels åt akademiens uppdrag att avge "Årsberättelser om vetenskapernas framsteg", ett mycket krävande arbete, som Wikström inom botaniken fullgjorde med jätteverket Översikt av botaniska arbeten och upptäckter för åren 1820-51 (32 band, 1822-55; till och med 1842 översatt till tyska, dels av J. Müller, dels av Carl Traugott Beilschmied). Han skrev vidare jämte flera smärre arbeten Conspectus litteraturæ botanicæ in Suecia ab antiquissìmis temporibus usque ad finem anni 1831 (1831) och Stockholms flora (1840, omfattande Linnés 13 första klasser). Wikström deltog i Svenska Trädgårdsföreningens stiftande 1832. Han blev ledamot av Vetenskapsakademien 1821 och av Lantbruksakademien 1822. Två gånger blev växtsläkten benämnt efter Wikström.